# Adrian Virginius der Ältere
Adrian Virginius, auch Adrian Verginius (* 18. Januar 1605 oder 1615 in Wollin, Herzogtum Pommern; † 23. April 1647) war ein deutschbaltischer lutherischer Theologe.
Virginius erhielt seine Schulbildung zunächst in Treptow und Kolberg in seiner pommerschen Heimat, dann in Danzig. 1636 und 1637 studierte er an der Universität Königsberg und an der Universität Dorpat in Livland. Er blieb in Livland und erhielt zunächst die Stellen eines Diakonus an der Johanniskirche und Rektors der Dorpater Stadtschule. Dann wurde er Pfarrer in Nüggen bei Dorpat und wirkte im Nebenamt als Adjunkt an der theologischen Fakultät der Universität Dorpat und als Assessor des Livländischen Oberkonsistoriums. Er hat einige theologische Disputationen veröffentlicht. 
Sein Sohn Andreas Virginius wurde ebenfalls lutherischer Theologe und machte sich einen Namen als Übersetzer geistlicher Schriften ins Dörpt-Estnische.